# Hestholmen (Lindås)
Ne doit pas être confondu avec Hestholmen.
Hestholmen est une île dans le landskap Sunnhordland du comté de Vestland. Elle appartient administrativement à Lindås.

## Géographie
Rocheuse et couverte d'arbres, elle s'étend sur environ 431 m de longueur pour une largeur approximative de 259 m.   